# 色材協会
一般社団法人色材協会（しきざいきょうかい、英語: Japan Society of Colour Material、略称:JSCM）は、色材とその関連分野の学術団体である。事務局は渋谷区恵比寿に所在。

## 概要
顔料・塗料・印刷インキをはじめ、各種色材に関する研究を行い、技術の進歩と発展をはかり、知識の普及に努める。

## 沿革
- 1927年「顔料・塗料・印刷インキ協会」として創立
- 1937年「色材協会」と改称
- 1943年 社団法人
- 2012年に一般社団法人に改組[2]。